# Rocksjön (hållställe)

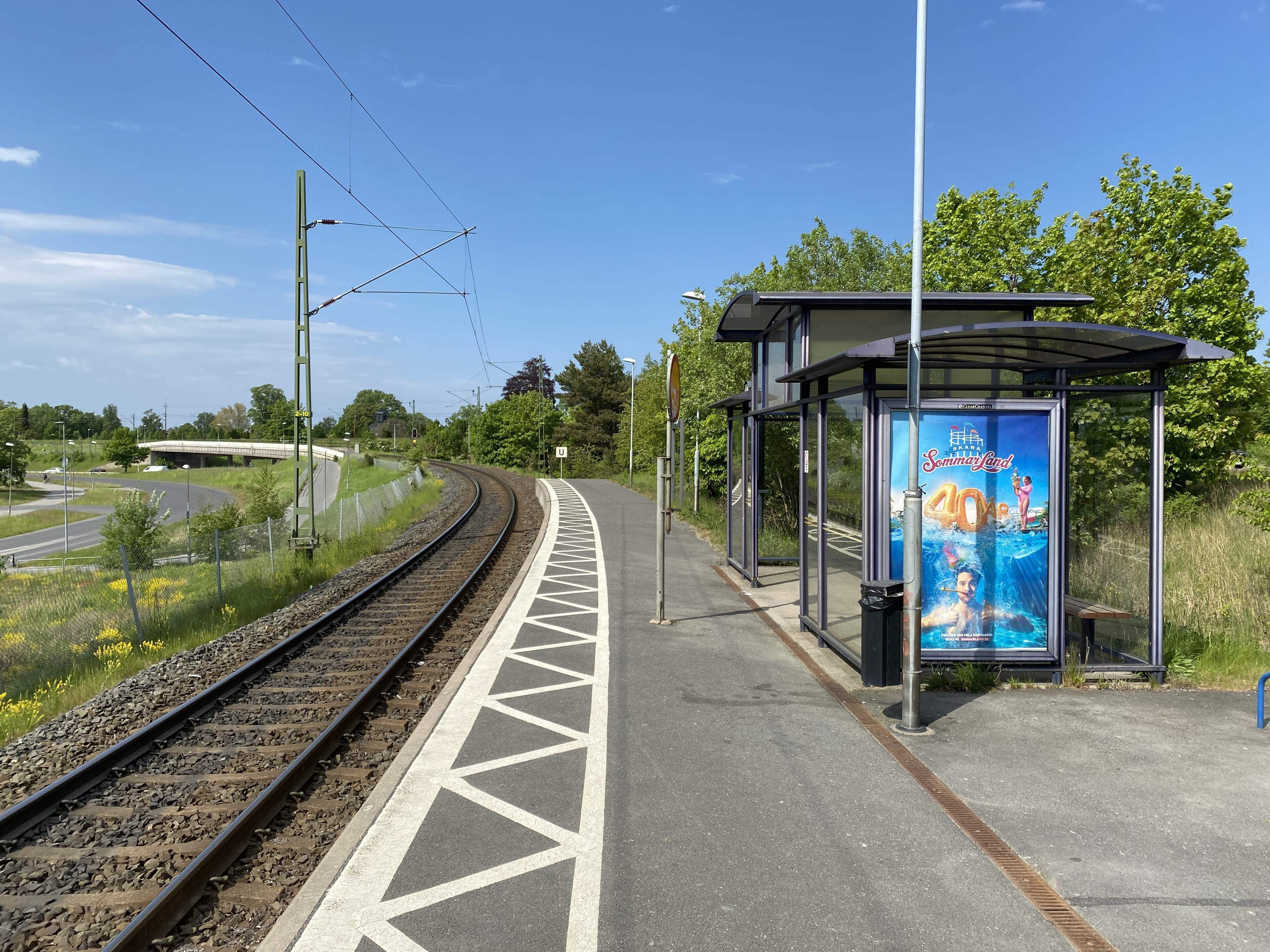
Rocksjöns tågstation

Rocksjön är ett hållställe inom Jönköpings godsbangård, 2,5 km ostsydost om Jönköping C, på Vaggerydsbanan. Rocksjön är hållplats för Krösatåget från Jönköping till Vaggeryd och ligger vid köpcentret Asecs. Den ligger intill, och har sitt namn efter sjön Rocksjön. Hållplatsen togs i drift 1985 och är försedd med en enklare väntkur i glas som uppfördes i juni 1995. Denna ersatte en tidigare väntkur.